# Навахо (Нью-Мексико)
Навахо (англ. Navajo) — переписна місцевість (CDP) в США, в окрузі Маккінлі штату Нью-Мексико. Населення — 1942 особи (2020).

## Географія
Навахо розташоване за координатами 35°54′9″ пн. ш. 109°1′56″ зх. д. / 35.90250° пн. ш. 109.03222° зх. д. (35.902422, -109.032093).  За даними Бюро перепису населення США в 2010 році переписна місцевість мала площу 5,84 км², уся площа — суходіл.

## Демографія
Згідно з переписом 2010 року, у переписній місцевості мешкало 1645 осіб у 396 домогосподарствах у складі 338 родин. Густота населення становила 282 особи/км².  Було 467 помешкань (80/км²).
Расовий склад населення:
| - 95,9 % — корінних американців - 1,6 % — білих - 0,5 % — азіатів - 0,2 % — чорних або афроамериканців |

До двох чи більше рас належало 1,2 %. Частка іспаномовних становила 3,0 % від усіх жителів.
За віковим діапазоном населення розподілялося таким чином: 45,1 % — особи молодші 18 років, 51,1 % — особи у віці 18—64 років, 3,8 % — особи у віці 65 років та старші. Медіана віку мешканця становила 20,1 року. На 100 осіб жіночої статі у переписній місцевості припадало 85,0 чоловіків;  на 100 жінок у віці від 18 років та старших — 73,0 чоловіків також старших 18 років.
Середній дохід на одне домашнє господарство  становив 26 487 доларів США (медіана — 19 118), а середній дохід на одну сім'ю — 25 849 доларів (медіана — 18 145). Медіана доходів становила 30 179 доларів для чоловіків та 21 691 долар для жінок. За межею бідності перебувало 62,9 % осіб, у тому числі 74,1 % дітей у віці до 18 років та 30,5 % осіб у віці 65 років та старших.
Цивільне працевлаштоване населення становило 326 осіб. Основні галузі зайнятості: освіта, охорона здоров'я та соціальна допомога — 46,3 %, мистецтво, розваги та відпочинок — 11,3 %, публічна адміністрація — 11,0 %.